# Bolboceras filicornis
Bolboceras filicornis es una especie de coleóptero de la familia Geotrupidae.

## Distribución geográfica
Habita en América del Norte.